# Niederwil (Riedholz)
Niederwil (toponimo tedesco) è una frazione di 395 abitanti del comune svizzero di Riedholz, nel Canton Soletta (distretto di Lebern).

## Geografia fisica
Niederwil ha una superficie di 2,28 km². Di questa superficie, 1,24 km², pari al 54,4%, è utilizzata per scopi agricoli, mentre 0,83 km², pari al 36,4%, è coperta da foreste. Del resto del territorio, 0,21 km², pari al 9,2%, è insediata (edifici o strade).[3Della superficie edificata, abitazioni ed edifici costituivano il 5,3% e le infrastrutture di trasporto il 2,6%. Della superficie forestale, il 33,8% della superficie totale è densamente boscosa e il 2,6% è coperto da frutteti o piccoli gruppi di alberi. Il 28,1% del terreno agricolo è destinato alla coltivazione di colture e il 23,7% a pascolo, mentre il 2,6% è destinato a frutteti o vigneti.
Il villaggio si trova nel distretto di Lebern, in una piccola conca vicino al Siggern.

## Storia

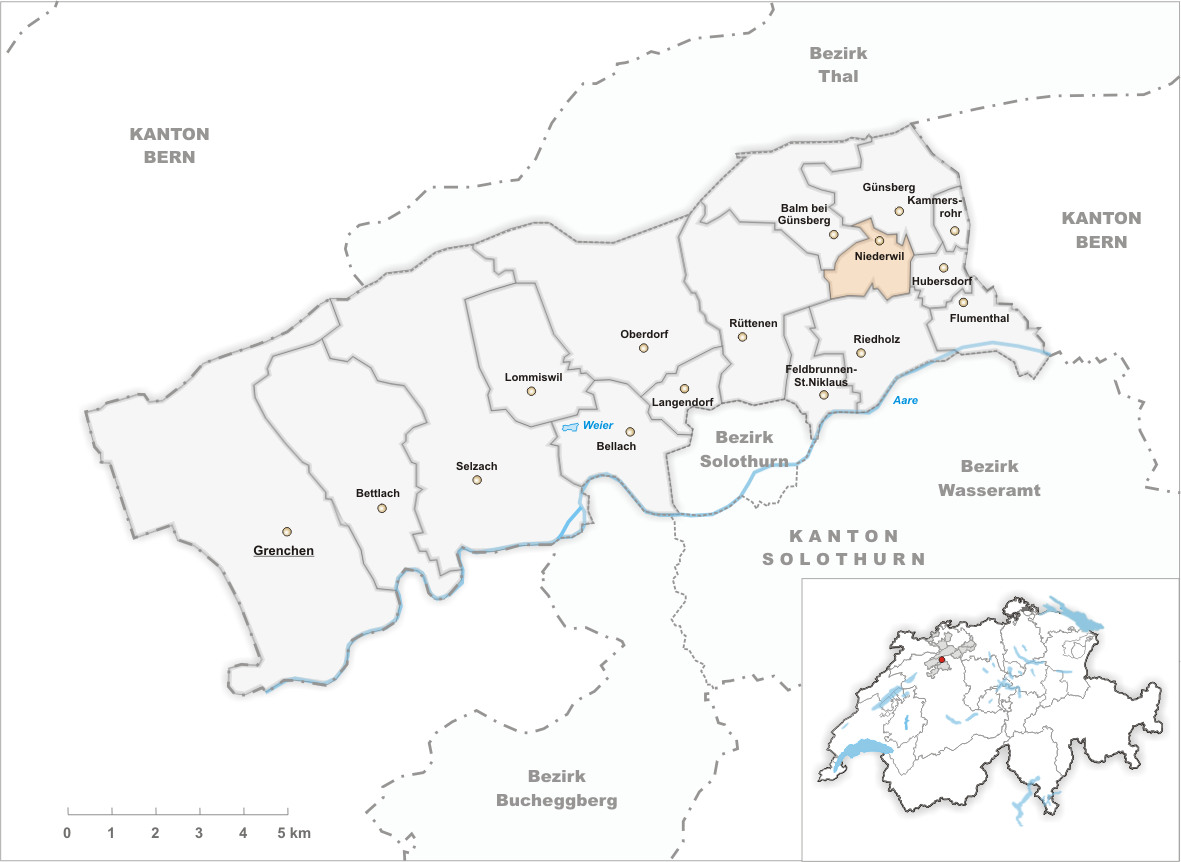
Il territorio del comune di Niederwil prima degli accorpamenti comunali del 2011

Fino al 31 dicembre 2010 è stato un comune autonomo che si estendeva per 2,28 km²; il 1º gennaio 2011 è stato accorpato al comune di Riedholz.